# Sindromul Stockholm

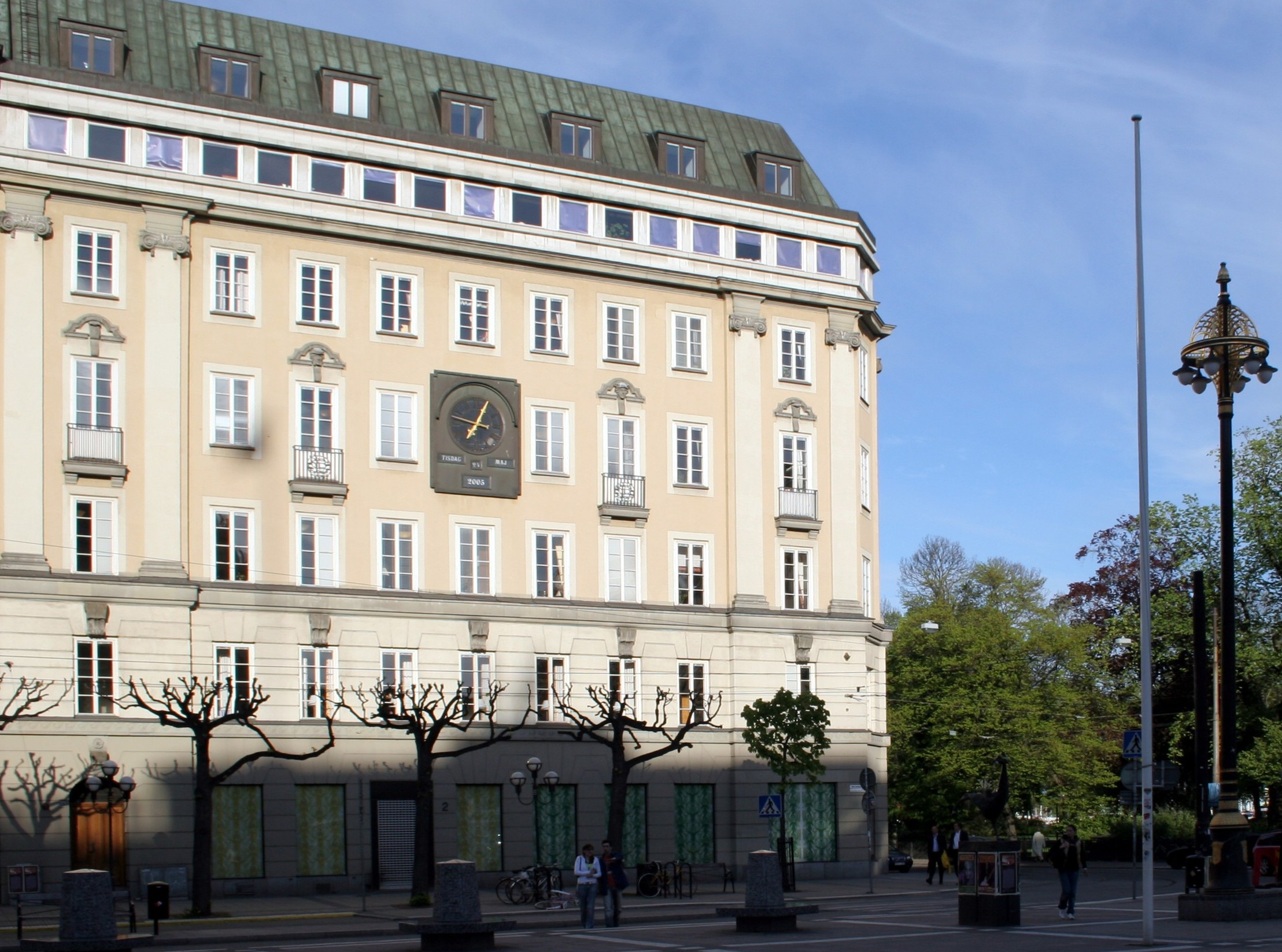
Kreditbanken at Norrmalmstorg, Stockholm, locul în care a avut loc răpirea

Sindromul Stockholm descrie comportamentul unei victime răpite sau captive care, în timp, începe să își simpatizeze răpitorul. Persoanele captive încep prin a se identifica cu răpitorii, ca un mecanism defensiv. Micile semne de bunătate venite din partea răpitorului sunt amplificate, întrucât într-o situație de captivitate, lipsa perspectivelor este prin definiție imposibilă. Încercările de evadare sunt și ele percepute drept o amenințare, întrucât, într-o tentativă de evadare, există marele risc ca cel răpit să fie afectat și rănit. 
Drept consecință, victima devine hiper-vigilentă în privința nevoilor răpitorului și neștiutoare în privința propriilor nevoi. Separarea de răpitor devine tot mai grea pentru victimă, întrucât ar pierde singura relație pozitivă formată - cea cu răpitorul. 
Este important de subliniat că aceste simptome apar în condiții de stres emoțional foarte mare. Acest comportament este considerat ca o strategie obișnuită de supraviețuire pentru persoanele care sunt victime ale abuzului inter-personal și a fost observat în cazul divorțurilor cu copii, al copiilor abuzați emoțional, al membrilor sectelor religioase, prizonieri de război și tabere de concentrare.

## Etimologie
Numele acestui sindrom provine dintr-un caz real de jaf la o bancă din Stockholm, când doi bărbați înarmați până în dinți au încercat să jefuiască o bancă luând ostatici 4 funcționari ai băncii. Negocierile între autorități și jefuitori au durat 6 zile (23 - 28 august 1973), timp în care, ostaticii s-au aflat permanent sub amenințarea armelor, ba, mai mult, agresorii le-au legat la un moment dat centuri cu explozibil amenințându-i că vor fi aruncați în aer dacă negocierile eșuează. Politia suedeză a reușit totuși să înduplece agresorii să înlăture centurile dar, când echipele de intervenție au pătruns în bancă într-un moment de neatenție al criminalilor, victimele, care între timp se atașaseră emoțional de răpitori, au început să-și apere agresorii și au încercat să-i ajute. Mai mult, victimele s-au opus încercării autorităților de a le elibera, apoi au refuzat să depună mărturie împotriva criminalilor și au angajat, pe banii lor, avocați pentru a-i apăra pe tâlhari. Termenul Sindromul Stockholm a fost avansat de către criminologul și psihiatrul Nils Bejerot care a asistat poliția în timpul jafului și care s-a referit la acest sindrom în cadrul unei emisiuni de știri din acele zile.

## Explicații psihologice și evoluționiste
O teorie care încearcă să explice sindromul Stockholm este teoria disonanței cognitive. Aceasta spune că oamenii în general nu pot sta nefericiți pentru perioade lungi de timp, și când oamenii sunt răpiți pentru o perioadă lungă de timp, o să fie nefericiți pentru toată acea perioadă de timp sau ajung să îi iubească pe răpitori și să se identifice cu ei.
Sindromul poate fi explicat din punctul de vedere al evoluționismului. În istorie au existat și există multe practici care au implicat răpirea femeilor sau copiilor (vezi ienicerii turci care proveneau din copiii răpiți sau practica răpirii femeilor pentru a deveni soțiile răpitorilor). Femeile răpite care nu acceptau noul statut, care  încercau să fugă sau nu cooperau erau omorâte, încarcerate sau pedepsite drastic. Pe de altă parte, femeile care se supuneau răpitorilor ajungeau să câștige favorurile acestora, să aibă o viață mai bună și să aibă copii. De-a lungul generațiilor aceasta ar putea să fi avut un efect de a selecta în populația respectivă acele gene care favorizau pasivitatea și solidarizarea cu răpitorii.

## Sindromul Stockholm în cazul copiilor alienați parental
- Sindromul Stockholm se întâlnește deseori în cazul copiilor alienați parental de către părintele cu care locuiesc. Copiii încep în a se identifica cu părintele alienator datorită unui mecanism defensiv, din teama de violentă sau, în cazul copiilor de varste mici, din teama de a pierde părintele de care s-au atașat emoțional [3].
- Acest sindrom a fost identificat și în cazul răpirilor internaționale de copii [4] . Părinți care în urma divorțului pronunțat aleg să plece din țară, ilegal, în contradicție cu voința celuilalt părinte și prin eludarea hotărârilor judecătorești care indică un anume program de vizitare pentru celălalt părinte. Părinți care au recâștigat după ani de zile de procese la Curtea Europeană a Drepturilor Omului (CEDO) dreptul de a se revedea cu copiii răpiți internațional , ajung să se vadă cu acești copii doar pentru ca respectivii copii, ajunși adolescenți să le spună că nu vor să îi mai vadă vreodată [5].

## Recunoaștere
Sindromul Stockholm este recunoscut în legislația românească secundară, începând cu anul 2011.